# Shorea laevis
Il bangkirai (Shorea laevis Ridl., 1922) è un albero della famiglia delle Dipterocarpacee, originario della sud-est asiatico.

## Distribuzione e habitat
Questa specie è diffusa in Birmania, Thailandia, nella penisola Malese, e nelle isole indonesiane di Sumatra e Borneo.
Cresce sino a 1000 m di altitudine.

## Usi
Fornisce un legno duro e pesante largamente utilizzato per strutture da esterno come ponti e pedane e mobili da giardino.
Ha un grado di ritiro  medio, nervosità media e una durezza elevata.

## Conservazione
La Lista rossa IUCN classifica Shorea laevis come specie vulnerabile.
La pianta è minacciata dall'intensa attività di taglio a cui è sottoposta a causa dell'ottima qualità del suo legno.